# Ensemble Sarband
Das Ensemble Sarband ist ein 1986 von Vladimir Ivanoff gegründetes, international besetztes Kammermusikensemble, das sich auf musikalische Beziehungen zwischen Orient und Okzident sowie Judentum, Christentum und Islam spezialisiert hat. Der Name des Ensembles Sarband ist in der nahöstlichen Musiktheorie wiederzufinden und stellt die improvisierte Brücke zwischen zwei Kompositionen (insbesondere beim Dhikr) dar und bedeutet so viel wie Verbindung bzw. Refrain.

## Konzertgeschichte
Sarband trat bisher in mehr als 500 Konzerten auf vier Kontinenten auf, darunter:
- Horizonte - Berliner Festspiele (1989)
- Istanbul-Festival (1991)
- Romanischer Sommer, Köln (1992)
- Internationale Funkausstellung, Berlin (1993)
- Abbaye de Sylvanès (1994)
- Stimmen Lörrach (1995)
- Kopenhagen, Kulturhauptstadt Europas (1996)
- Thessaloniki, Kulturhauptstadt Europa (1997)
- Schleswig-Holstein-Festival  (1997)
- 900 Jahre Hildegard von Bingen(1998)
- Baalbek-Festival, Libanon (1998)
- Festival Oude Muziek Utrecht (1998)
- Boston Early Music Festival (1999)
- Festival van Vlaanderen, Brügge (1999)
- Library of Congress, Washington (2000)
- Spitalfields Festival, London (2000)
- Styriarte, Graz (2000)
- Lufthansa Baroque Festival, London (2001)
- Dresdner Festspiele (2002)
- Brügge, Kulturhauptstadt Europas (2002)
- Festival de Menton (2003)
- Ludwigsburger Festspiele (2004)
- Kathedrale von Vezelay (2004)
- Komische Oper, Berlin (2005)
- Rheingau-Festival (2005)
- Frauenkirche, Dresden (2006)
- Lincoln Center, New York (2006)
- Konzerthaus, Wien (2007)
- Accademia di Sa. Cecilia, Rom (2007)
- Singapore Arts Festival (2007)
- Philharmonie Berlin (2008)
- Théâtre de la Ville Paris (2008)
- Sheikh Zayed Book Award, Abu Dhabi (2009)
- Musikvereinssaal Wien (2009)
- Schwetzinger Festspiele (2010)
- Flanders Festival, Brügge (2010)
- Ruhrtriennale Bochum (2010)

## Auszeichnungen
- Grammy-Nominierung 1992,
- ECHO Klassik 2003,
- ECHO Klassik 2006,
- Premio Mousiké 2007,
- Deutscher Weltmusikpreis Ruth 2008.

## Diskografie (Auswahl)
- 1989: Mystères (mit The Bulgarian State Female Choir)
  - 1991 wegen Neugründung und Umbenennung des Chores in The Bulgarian Voices Angelite neu veröffentlicht als Mystèries
- 1990: Cantico
- 1992: Music of the Emperors
- 1994: Llibre Vermell de Montserrat (mit dem Osnabrücker Jugendchor)
- 1995: Sephardic Songs
  - 1999 neu veröffentlicht als Ballads of the Sephardic Jews
- 1996: Sepharad
- 1998: Fallen Women (mit dem Osnabrücker Jugendchor)
  - 2001 neu veröffentlicht als Sacred Women
- 2000: Danse Gothique – Music by Satie & Machaut
  - 2005 unter Auslassung der Machaut-Stücke neu veröffentlicht als Satie en Orient
- 2001: Alla Turca: Oriental Obsession
- 2003: Dream of the Orient (mit Concerto Köln)
- 2003: Pilgrims of the Soul
- 2005: The Waltz (mit Concerto Köln)
- 2005: Sacred Bridges (mit The King’s Singers)
- 2006: Vox Feminae
- 2009: Die Arabische Passion nach J.S. Bach (mit dem Modern String Quartet)
- 2016: All Roads lead Home – Christmas Compilation
- 2017: Canticum Canticorum (mit dem Lettischen Rundfunkchor)
- 2018: What the World Needs Now